# 蕭子珉
蕭 子珉（しょう しみん、永明3年（485年）- 永泰元年1月25日（498年3月3日））は、南朝斉の皇族。永陽王。武帝蕭賾の二十男。字は雲璵。

## 経歴
蕭賾と顔婕妤のあいだの子として生まれた。永明7年（489年）3月、義安王に封じられた。後に永陽王に改封された。
建武年間に衡陽元王蕭道度の後を嗣いだ。
永泰元年正月丁未（498年3月3日）、明帝の命により殺害された。

## 伝記資料
- 『南斉書』巻40 列伝第21
- 『南史』巻44 列伝第34